# Christian Bommarius

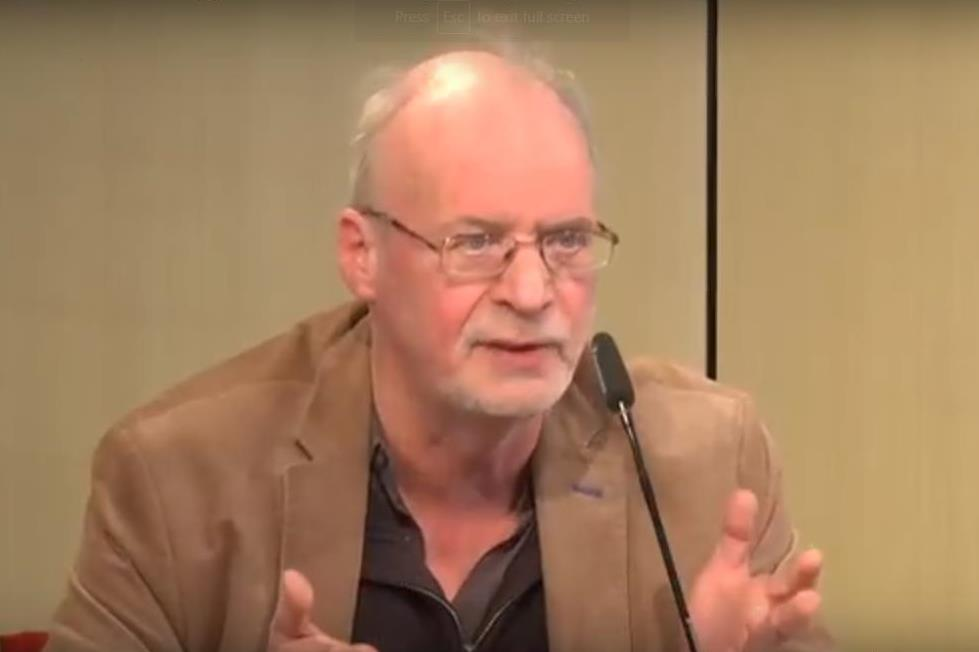
Christian Bommarius (2018)

Christian Bommarius (* 4. August 1958 in Frankfurt am Main) ist ein deutscher Jurist, Journalist und Buchautor.

## Leben
Christian Bommarius studierte zunächst Rechtswissenschaft und Germanistik an der Rheinischen Friedrich-Wilhelms-Universität Bonn sowie Universität Hamburg. Zeitgleich übernahm er ein Volontariat bei der Deutschen Presse-Agentur. 
Dort arbeitete Bommarius von 1987 bis 1997 als rechtspolitischer Korrespondent, unter anderem beim Bundesverfassungsgericht in Karlsruhe. Es folgte von 1998 bis 1999 die Ressortleitung Politik bei der Badischen Zeitung. Ab 1999 war er Mitarbeiter der Berliner Zeitung, unter anderem als Leitender Redakteur. Seit 2010 wirkt er als Chefkommentator der DuMont Redaktionsgemeinschaft. 
Christian Bommarius schreibt vornehmlich Kommentare, Leitartikel und Meinungsbeiträge zu juristischen und gesellschaftspolitischen Themen für die Berliner Zeitung und die Frankfurter Rundschau, seit 2018 auch für die Süddeutsche Zeitung. Es sind bereits mehrere Sachbücher zu politischen und historischen Themen erschienen. Zurzeit lebt er in Berlin-Steglitz.

## Publikationen
- Todesursache natürlich. Rowohlt, Hamburg 1998, ISBN 978-3-499-60572-7.
- Wir kriminellen Deutschen. Siedler, Berlin 2004, ISBN 3-88680-806-8.
- Das Grundgesetz. Eine Biographie. Rowohlt, Berlin 2009, ISBN 978-3-87134-563-0.
- Der gute Deutsche. Die Ermordung Manga Bells in Kamerun 1914. Berenberg, Berlin 2015, ISBN 978-3-937834-77-1.
- Der Fürstentrust. Kaiser, Adel, Spekulanten. Berenberg, Berlin 2017, ISBN 978-3-946334-14-9.
- 1949. Das lange deutsche Jahr. Droemer, München 2018, ISBN 978-3-426-27761-4.
- Die neue Zensur. Wie wir selbst unsere Meinungsfreiheit bedrohen. Duden, Berlin 2019, ISBN 978-3-411-71773-6.
- Der gute Deutsche. Die Ermordung Manga Bells in Kamerun 1914. Berenberg, Berlin 2021, ISBN 978-3-946334-71-2.
- Im Rausch des Aufruhrs. Deutschland 1923. Deutscher Taschenbuch-Verlag, München 2022, ISBN 978-3-423-29004-3.
- Todeswalzer. Der Sommer 1944. Deutscher Taschenbuch-Verlag, München 2024, ISBN 978-3-423-28370-0.

## Auszeichnungen
- 2005: Pressepreis des Deutschen Anwaltsverein
- 2008: Otto-Brenner-Preis als Gesamtwürdigung seiner journalistischen Arbeit.[1]
- 2018: Heinrich-Mann-Preis